# Scipio (New York)
Scipio è una città degli Stati Uniti d'America situata nella contea di Cayuga, nello stato di New York. È situata nell'area meridionale della contea, a sud di Auburn.

## Storia
La città fu parte dell'area centrale militare dello stato di New York, un appezzamento di terreno riservato ai veterani della guerra d'indipendenza americana. I primi coloni arrivarono nel 1790 e la città venne fondata nel 1798, anno d'istituzione della contea di Cayuga. Il nome della città deriva dal militare e generale romano Scipione l'Africano. Nel 1823 parte della cittadina di Scipio venne separata per formare le città di Springport e Venice.
Nella città è presente il Howland Cobblestone Store, museo costruito nel XIX secolo e classificato nel Registro nazionale dei luoghi storici per l'architettura realizzata in acciottolato.
A Scipio è ambientato il romanzo Hocus Pocus, scritto da Kurt Vonnegut nel 1990.